# Востряковське кладовище
Востряковський цвинтар (рос. Востряковское кладбище) — некрополь у Москві, розташований на південному заході міста, у місці перетину Боровського шосе та МКАД.
У XIX — початку XX століть було кладовищем села Вострякове, з 1960 року — в межі міста, тоді ж територію цвинтаря було розширено до МКАД.
Над братською могилою 1200 воїнів, що померли у московських шпиталях у часи Німецько-радянської війни, встановлено пам'ятник.
Значну територію на цвинтарі має єврейська ділянка. На кладовищі діє православний храм Іоанна Хрестителя (Іоанна Предтечі).
Адреса — м. Москва, вул. Озерна, б. 47. Площа — 131 га[джерело?].

## Відомі люди, поховані на цвинтарі

### Герої Радянського Союзу
- Аляєв Іван Павлович,
- Іван Богушевич,
- Віктор Бородачов,
- Василенко Гаврило Тарасович,
- Гашева Руфіна Сергіївна,
- Володимир Ємєлін,
- Олександр Єрошин,
- Олександр Калина,
- Олексій Калмиков,
- Микола Корнюшкін,
- Корольков Іван Федорович
- Федір Костиков,
- Борис Лев,
- Василь Лозовський,
- Василь Лукашин,
- Іван Михайличенко (1920—1982) — двічі Герой Радянського Союзу,
- Микола Михайлов,
- Іван Морозов,
- Іван Новиков,
- Михайло Огарьов,
- Микола Петухов,
- Сергій Постевой,
- Григорій Савчук,
- Володимир Семенов,
- Олексій Смирнов,
- Михайло Соколов,
- Петро Терешкін,
- Василь Туровцев,
- Георгій Тарасов,
- Іван Чилікін,
- Леонід Шишов.

### Повний кавалер ордена Слави
- Микола Лянцев.

### Герой Росії
- Олександр Зенін.

### Діячі науки, культури й інші

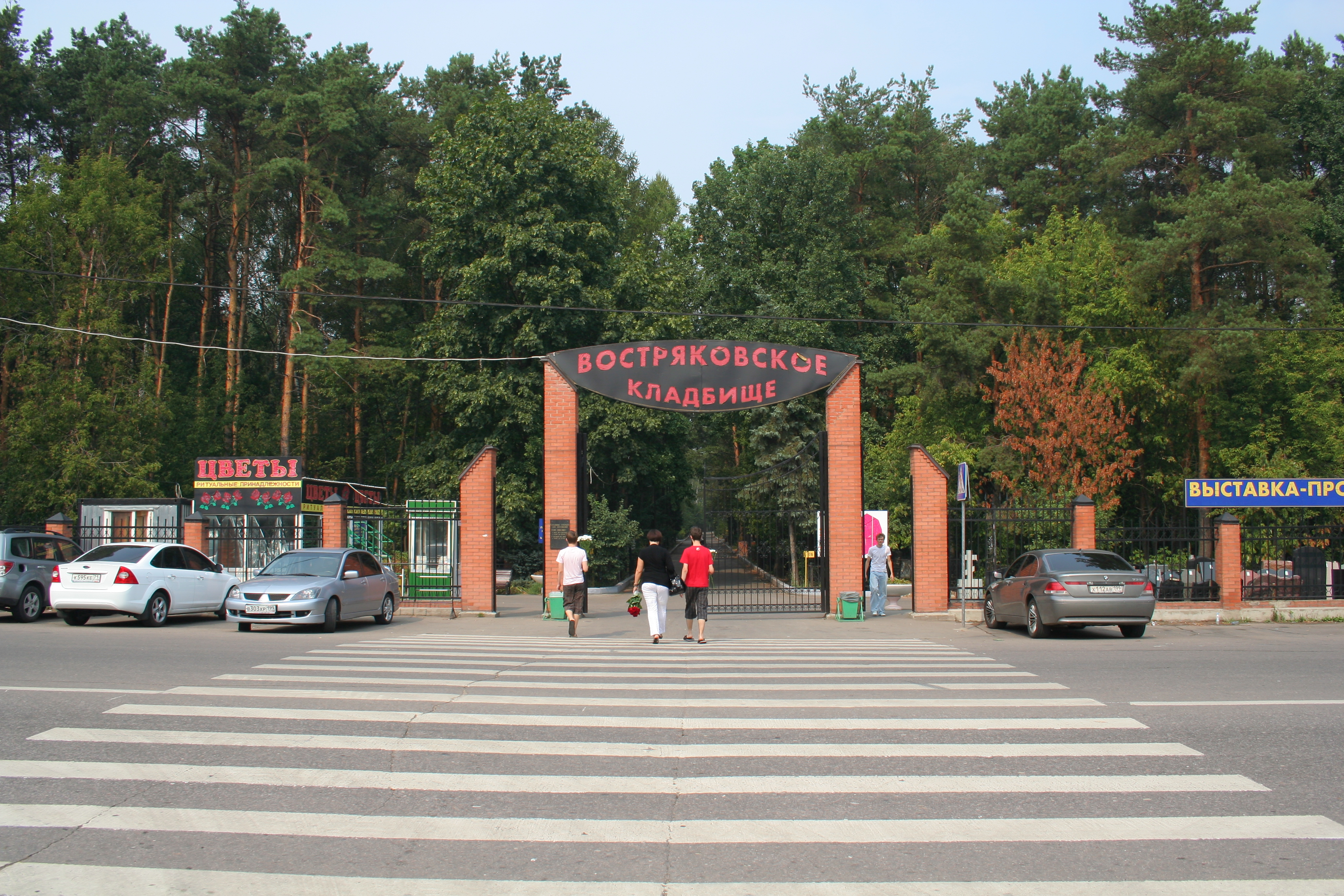
Вхідна брама

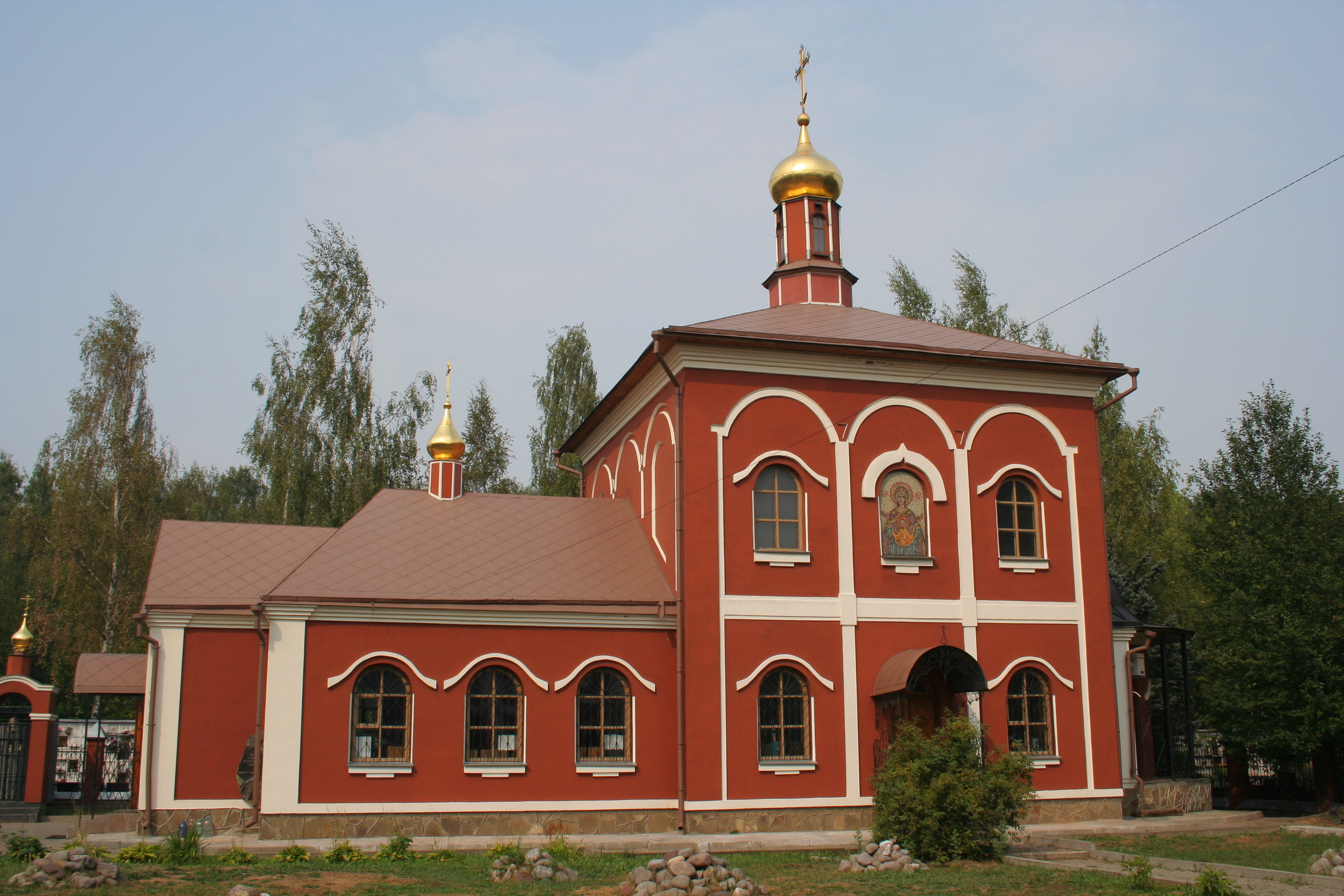
Храм Іоанна Предтечі

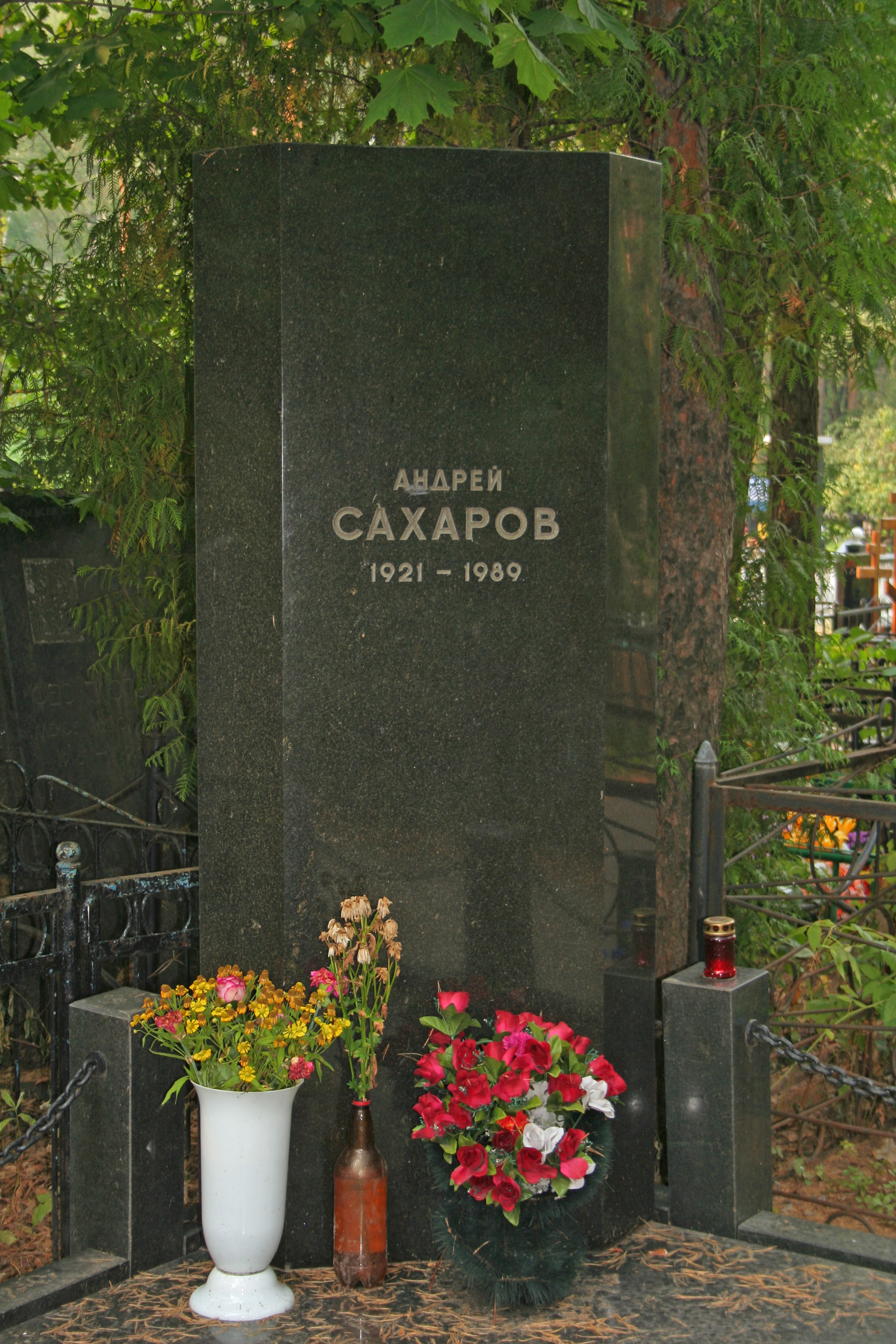
Могила Андрія Сахарова

- Віктор Авілов (1953—2004) — актор театру й кіно. Поруч — сестра, актриса Ольга Авілова-Задохіна
- Сергій Агейкін (1963—2001) — хокеїст.
- Євген Агранович (1918—2010) — бард.
- Меєр Аксельрод (1902—1970) — художник
- Георгій Аксененок (1910—1989) — вчений-юрист, член-кореспондент АН СРСР
- Дмитро Алексеєв (1902—1974) — генерал-полковник, у 60-ті роки — командувач Закавказьким військовим округом
- Борис Амарантов (1940—1987) — актор естради, пантоміміст
- Павло Антокольський (1896—1978) — поет
- Борис Андрійович Аркадьєв (1899—1986) — радянський футболіст і футбольний тренер
- Ян Арлазоров (1947—2009) — російський театральний актор та естрадний артист, заслужений артист Росії.
- Микола Ашукін (1890—1972) — поет, літературний критик, літературознавець, москвознавець.
- Джен Багіров (1932—1994) — доктор технічних наук, професор, син керівника радянського Азербайджану Мір Джафара Багірова.
- Зоя Бажанова (1902—1968) — акторка театру ім. Вахтангова, педагогиня, дружина поета Павла Антокольського
- Борис Бітюков (1921—2002) — актор.
- Андрій Болтнєв (1946—1995) — актор.
- Боннер Олена Георгієвна (1923—2011) — громадський діяч, правозахисниця, дружина Андрія Сахарова.
- Олександр Борщаговський, (1913—2006) — письменник, театрознавець
- Йосип Брагінський (1905—1989), сходознавець, письменник.
- Едуард Бредун (1934—1984) — актор.
- Олександра Вадюніна — професор факультету ґрунтознавства МДУ.
- Аркадій Вайнер (1931—2005) — письменник.
- Дуфуня Вишневський (1947—2003) — актор, музикант, кінорежисер, директор циганського кіноконцертного центру
- Ольга Воробйова — акторка театру Сатири.
- Павло Воробйов — фотограф, фотохудожник, режисер.
- Михайло Востров (1896—1969) — Герой Соціалістичної праці
- Анна Гамбург (1895—1961) — до шлюбу Голеніщева-Кутузова
- Альберт Гендельштейн (1907—1981) — кінорежисер, сценарист, чоловік Едіт Утесової
- Заур Гілалов — президент Конгресу гірських євреїв
- Микола Глазков (1919—1979) — поет
- Іван Горський (1893—1975) — геолог, палеонтолог, член-кореспондент АН СРСР
- Олексій Грінін (1919—1988) — футболіст, тренер, заслужений майстер спорту СРСР
- Самарій Гурарій (1916—1998) — радянський фотограф
- Петро Дементьєв (1913—1998) — футболіст
- Леонід Дербеньов (1931—1995) — російський поет-пісенник
- Роза Джелакаєва (1943—1985) — артистка
- Борис Дієв (1924—2008) — композитор, диригент, Народний артист Росії, автор відомих воєнних маршів
- Єфим Дорош (1908—1972) — письменник, автор «Сільського щоденника», соратник Твардовського у редколегії журналу «Новий світ».
- Дриз Овсій Овсійович — єврейський поет, творив на їдиш, член Союзу письменників СРСР.
- Геннадій Дудник (1924—1993) — артист
- Борис Дяткін — хімік, професор, лауреат Державної премії СРСР
- Яніна Жеймо (1909—1987) — акторка
- Марк Живов (1893—1962) — літературознавець, перекладач, журналіст
- Олександр Жигарьов (1938—1987) — поет-пісенник
- Михайло Зімін (1930—1991) — актор
- Володимир Івановський (1857—1939) — професор філософії
- Ізольда Ізвицька (1932—1971) — акторка
- Софія Каллістратова (1907—1989) — адвокатка-правозахисниця
- Едуард Кандель (1923—1990) — російський нейрохірург, доктор медичних наук (1965)
- Сергій Капустін (1953—1997) — хокеїст, чемпіон Олімпійських ігор 1976, заслужений майстер спорту
- Геннадій Карнович-Валуа (1920—1992) — актор
- Гаврило Качалін (1911—1995) — заслужений майстер спорту і тренер.
- Никодим Качинський — професор, завідувач кафедрою фізики ґрунтів факультету ґрунтознавства МДУ
- Іветта Кисельова (1927—2006) — акторка, народна артистка Росії
- Леонід Колосов (1926—2008) — журналіст-міжнародник, розвідник, поет.
- Осип Количев (1904—1973) — поет, прототип Никифора Ляпіса-Трубецького у «Дванадцяти стільцях» Ільфа і Петрова
- Микола Красильников (1896—1973) — вчений-мікробіолог, член-кореспондент АН СРСР
- Володимир Кристалінський (1904—1972) — шаховий композитор, батько співачки Майї Кристалінської
- Борис Кудрявцев (1913—1983) — актор
- Павло Кулешов (1854—1936) — член-кореспондент АН СРСР, зоотехнік
- Олександра Курліна — купчиха з родини купців першої гільдії, відомих доброчинців
- Андрій Кучаєв (1939—2009) — російський письменник-гуморист, прозаїк, драматург, сценарист
- Марк Лапицький (1940—2010) — російський вчений, історик, доктор історичних наук, професор.
- Юрій Лонго (1950—2006) — маг
- Тетяна Лукашевич (1905—1972) — режисерка, сценаристка
- Яків Мазе (1859—1924) — головний рабин Москви з 1893 до 1924 рр.
- Петро Малишев (1898—1972) — генерал-лейтенант, командувач 4-ї Ударної армії.
- Мальцев Єлизар (1917—2004) — письменник, лауреат Сталінської премії.
- Євген Маркелов (1962—2010) — педагог, засновник та директор експериментальної школи «Інтелектуал» для обдарованих дітей.
- Акім Марков (1893—1962) — генерал-майор, учасник Смоленської битви 1941 року й битви за Москву.
- Леонід Мартинов (1905—1980) — російський поет
- Михайло Маслов (1901—1972) — генерал-лейтенант, військовий дипломат й розвідник
- Сергій Медунов (1915—1999) — радянський державний і партійний діяч
- Мелехов Іван Степанович (1905—1994) — лісовод, академік
- Мессінг Вольф Григорович (1899—1974) — артист оригінального жанру, ілюзіоніст, психіатр та гіпнотизер
- Ігор Мізін (1935—1999) — вчений у галузі обчислювальної техніки, академік РАН
- Ісак Мінц (1896—1991) — історик, академік, Герой Соціалістичної праці, лауреат Ленінської премії, активний учасник Революції, автор багатотомної «Історії Великого Жовтня»
- Микола Москаленко (1926—1974) — радянський кінорежисер й актор
- Володимир Мотиль (1927—2010) — радянський і російський режисер театру кіно, сценарист, Народний артист Росії (2003).
- Веніамін Мясников (1936—2004) — вчений-механік, академік РАН
- Єлизавета Нікіщихіна (1941—1997) — акторка театру й кіно, заслужена артистка Росії.
- Григорій Новак (1919—1980) — перший радянський чемпіон світу з важкої атлетики, заслужений майстер спорту
- Леон Островер (1890—1962) — письменник
- Єлизавета Оттен (1896—1962) — артистка
- Зиновій Паперний (1919—1996) — літературознавець, критик, пародист
- Єремій Парнов (1935—2009) — письменник
- Іван Побєжимов (1912—1968) — генерал-майор юстиції, професор
- Володимир Полєтаєв (1951—1970) — поет і перекладач
- Лазар Поляков (1842—1914) — банківський та залізничний магнат, державний і громадський діяч, меценат, таємний радник, глава Московської єврейської громади.
- Гермоген Поспєлов (1914—1998) — вчений у галузі автоматичного управління, основоположник вітчизняної школи методів штучного інтелекту, член-кореспондент АН СРСР
- Федір Потьомкін (1895—1973) — історик Франції, член-кореспондент АН СРСР
- Олексій Преснєцов (1926—1993) — актор
- Веніамін Радомисленський (1910—1980) — театральний діяч, педагог, ректор Школи-студії МХАТ
- Лев Разгон (1908—1999) — радянський та російський письменник, правозахисник
- Дитмар Розенталь (1899—1994) — лінгвіст і філолог, автор численних книг та підручників з російської мови
- Клементина Ростовцева — акторка
- Олександр Рошаль (1936—2007) — головний редактор журналу «64-Шаховий огляд», заслужений тренер Росії
- Іван Рубан (1913—2004) — дресирувальник, народний артист Росії
- Сабіра-Зайді (1924—1969) — сходознавиця, індуска, що жила у Москві
- Андрій Сахаров (1921—1989) — вчений-фізик і дисидент, академік АН СРСР, правозахисник, батько радянської водневої бомби, тричі Герой Соціалістичної праці.
- Ірина Свенцицька (1929—2006) — російська антикознавиця, спеціалістка з історії раннього християнства.
- Юрій Севідов (1942—2010) — радянський футболіст, тренер.
- Микола Селезньов (1920—1992) — художник-кераміст, професор
- Семеніхін Володимир Сергійович (1918—1990) — академік, вчений в області автоматики й телемеханіки, Герой Соціалістичної праці
- Надія Скачкова (1893—1962) — до шлюбу Голеніщєва-Кутузова
- Борис Сморчков (1944—2008) — актор
- Лев Солін (1923—2008) — композитор
- Микола Сологубов (1924—1988) — хокеїст, чемпіон Олімпійських ігор 1956 року, заслужений майстер спорту
- Костянтин Сорокін (1908—1981) — актор
- Володимир Суперека (1956—2009) — полковник у відставці
- Георгій Сургучов (1909—1974) — директор заводу «Червоний пролетарій» упродовж 25 років, Герой Соціалістичної праці
- Модест Табачников (1913—1977) — композитор-пісенник
- Павло Тагер (1903—1971) — винахідник у галузі звукового кіно
- Наум Трахтенберг (1908—1970) — кінорежисер
- Іван Трегубов (1930—1992) — хокеїст, чемпіон Олімпійських ігор 1956 року, заслужений майстер спорту
- Лев Убожко (1933—2003) — дисидент
- Дмитро Уколов (1929—1992) — хокеїст, чемпіон світу й Олімпійських ігор, заслужений майстер спорту
- Олена Утесова (1893—1962) — акторка, дружина Леоніда Утесова
- Едіт Утесова (1915—1982) — естрадна співачка, дочка Леоніда Утесова
- Олександр Фатюшин (1951—2003) — актор
- Микола Хохлов (1918—1985) — журналіст-африканіст, розвідник
- Давид Чижиков (1895—1974) — вчений-металознавець, член-кореспондент АН СРСР
- Михайло Швейцер (1920—2000) — режисер
- Йосип Шкловський (1916—1985) — астрофізик, член-кореспондент АН СРСР
- Осип Шор (1899—1978) — прототип Остапа Бендера у романах Ільфа і Петрова «Дванадцять стільців» та «Золоте теля»
- Еммануїл Штайншнайдер(1886—1973) — Відомий радянський лікар-інфекціоніст. Професор.
- Наум Штаркман (1927—2006) — піаніст
- Юлій Шуб (15.12.1920-27.11.2004) — заслужений діяч мистецтв РРФСР, головний редактор журналу «Театр»
- Володимир Шубарін (1934—2002) — популярний радянський естрадний танцівник і співак, заслужений артист Росії.
- Михайло Ельворті (1900—1981) — дресирувальник, заслужений артист РРФСР
- Катерина Ярова (1957—1992) — поетеса, авторка-виконавиця
- Георгій Джероян (1921—1994) — заслужений тренер СРСР, суддя вищої категорії, теоретик боксу.